# 尼古拉·卡莫夫
尼古拉·伊里奇·卡莫夫（俄语：Николай Ильич Камов，1902年—1973年），苏联飞机设计师。苏联直升机设计卡莫夫设计局的主要创建人之一。

## 生平
1902年，生于西伯利亚伊尔库茨克。1923年，毕业于托姆斯克工学院。1948年，组建卡莫夫设计局，研制共轴双旋翼直升机。1973年11月24日，在莫斯科逝世。安葬于新圣女公墓。